# Histoire de la république de Moldavie
Pour les articles homonymes, voir Histoire de la Moldavie.

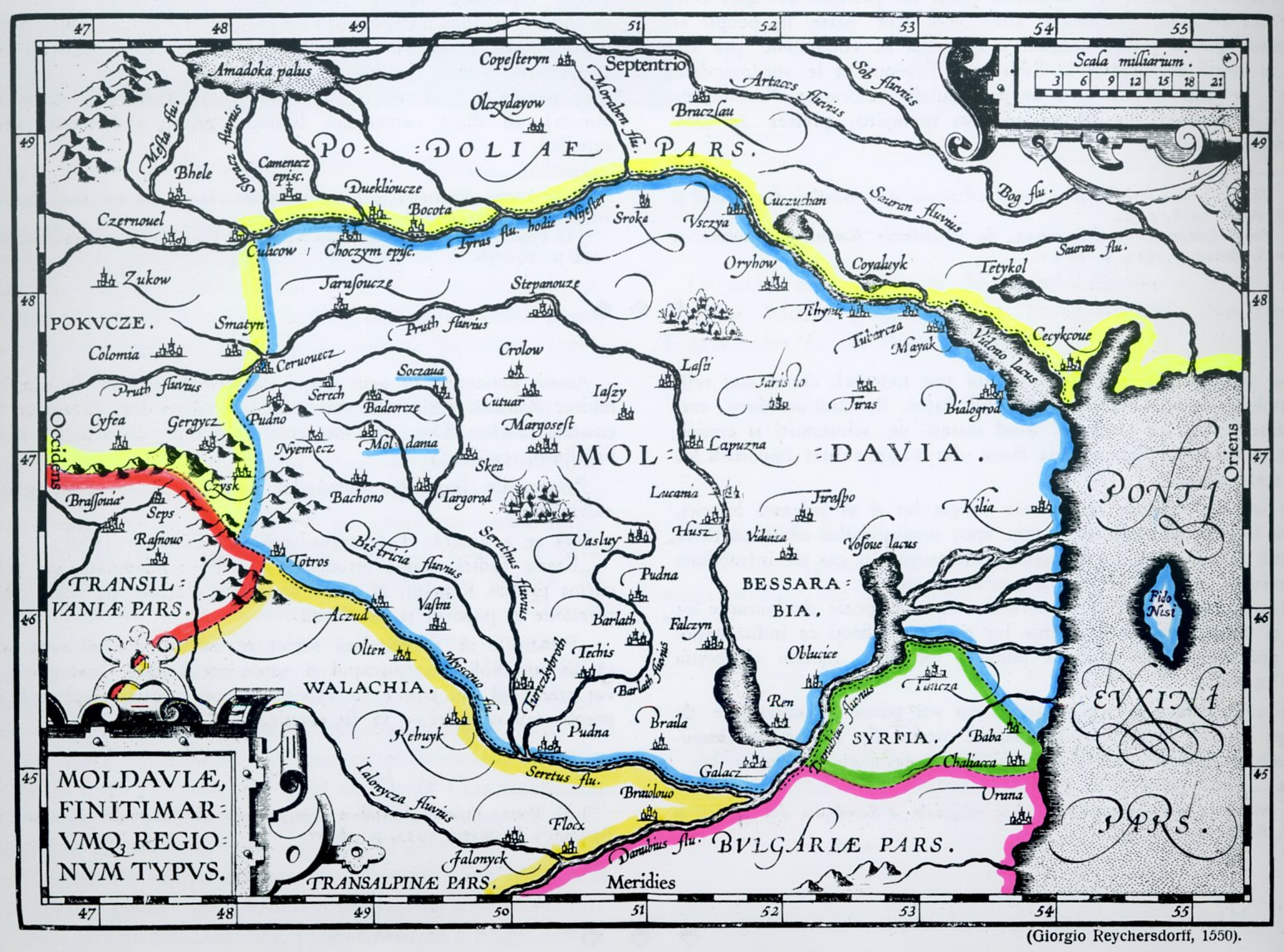
Carte du XVIe siècle, par Georg Reichsdorffer.

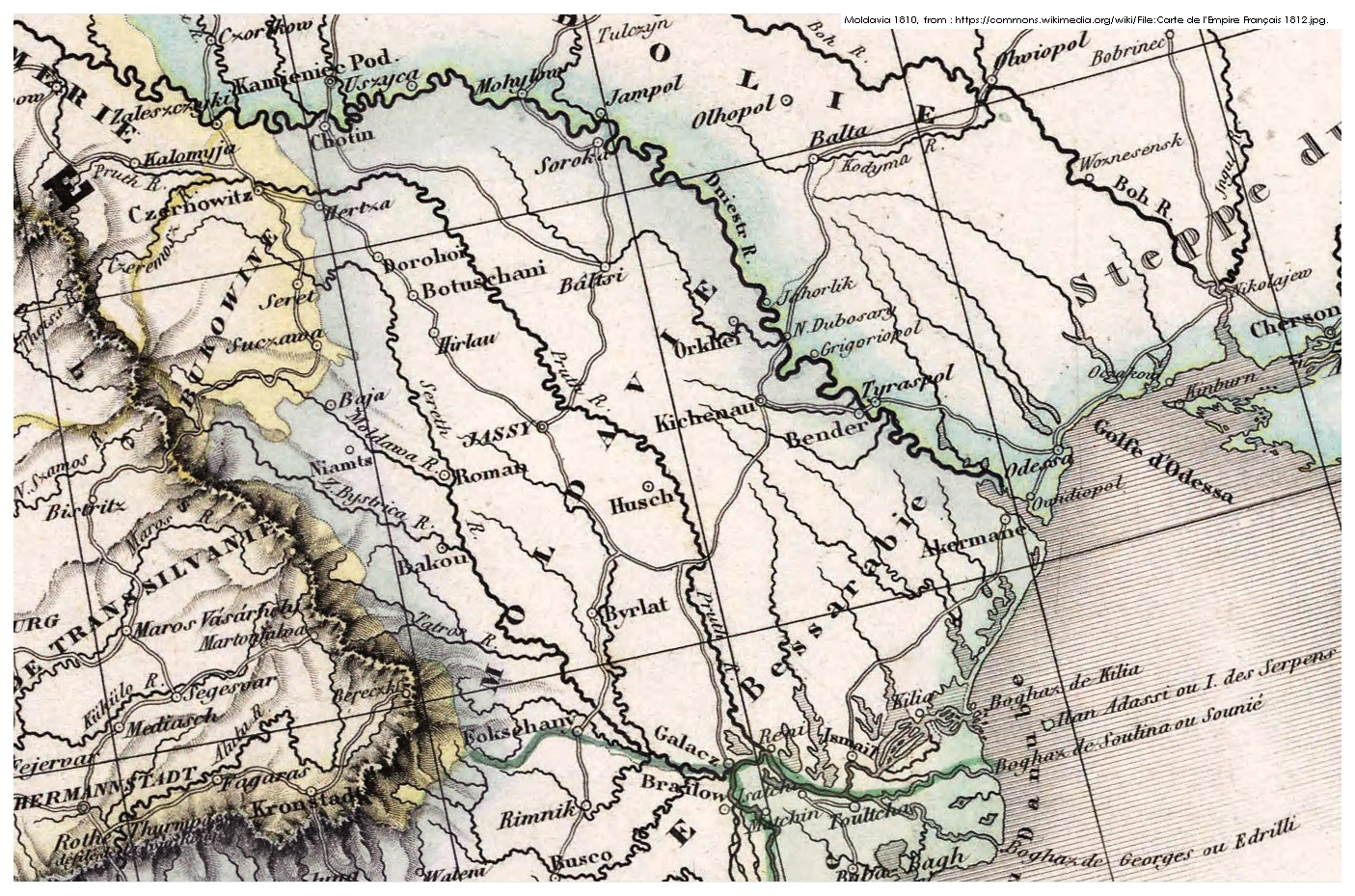
Carte du XIXe siècle, par Auguste-Henri Dufour (1798-1865).

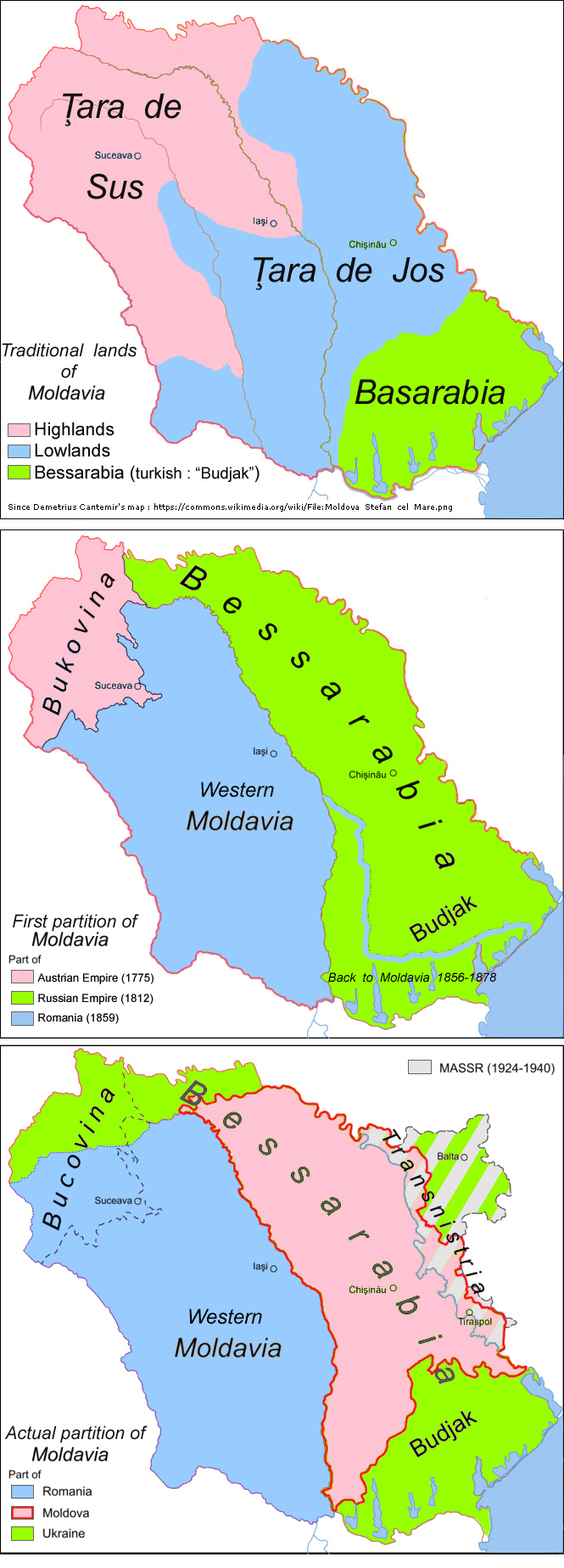
Pays traditionnels (Haut-pays, Bas-pays et Bessarabie originelle) et partages successifs de la Moldavie (1775-1812 à 1918, puis 1940 à nos jours).

Cet article traite de l'histoire de la république de Moldavie qui occupe les deux tiers de la Bessarabie, territoire délimité en 1812 au traité de Bucarest et rattaché à l'empire des Tzars sous les auspices d'un officier français émigré en Russie, Louis de Langeron (1763-1831). 
Sous l'Empire russe, la Bessarabie est devenue multiethnique : c'est la matrice de l'actuelle République, qui n'inclut cependant pas toute la Bessarabie mais seulement les deux tiers, et, en outre, une petite partie de la Podolie historiquement ukrainienne (partie appelée Transnistrie, à l'est du Dniestr), tandis que le reste de la Bessarabie et la petite région de Herța sont aujourd'hui ukrainiennes.
La république de Moldavie actuelle est l'héritière de deux histoires, celle de l'ancienne principauté de Moldavie fondée au XIVe siècle et dont le passé local est aussi celui de la Roumanie, et celle de la République socialiste soviétique moldave dont le passé est soviétique. Chacune de ces histoires a laissé dans le pays des populations et des identités, dont les aspirations et les cultures n'ont pas encore trouvé de compromis pleinement satisfaisant pour toutes les parties.
Profitant comme toute une série d'autres états membres de l'URSS, des incertitudes provoquées par le putsch raté de Moscou, la république de Moldavie proclame son indépendance le 27 août 1991 dans les frontières délimitées en août 1940, à la suite de l'occupation soviétique de la Bessarabie et de la Bucovine du Nord suivant les dispositions secrètes du pacte Hitler-Staline entre l'Allemagne nazie et l'URSS, et confirmées par le traité de Paris.

## Histoire depuis 1812

### De 1812 à la Première Guerre mondiale

Taux d'alphabétisation en Roumanie en 1930 : la Bessarabie, russe jusqu'en 1917, a le taux d'alphabétisation le plus bas, sauf chez les Allemands.

Drapeau de la République démocratique moldave.

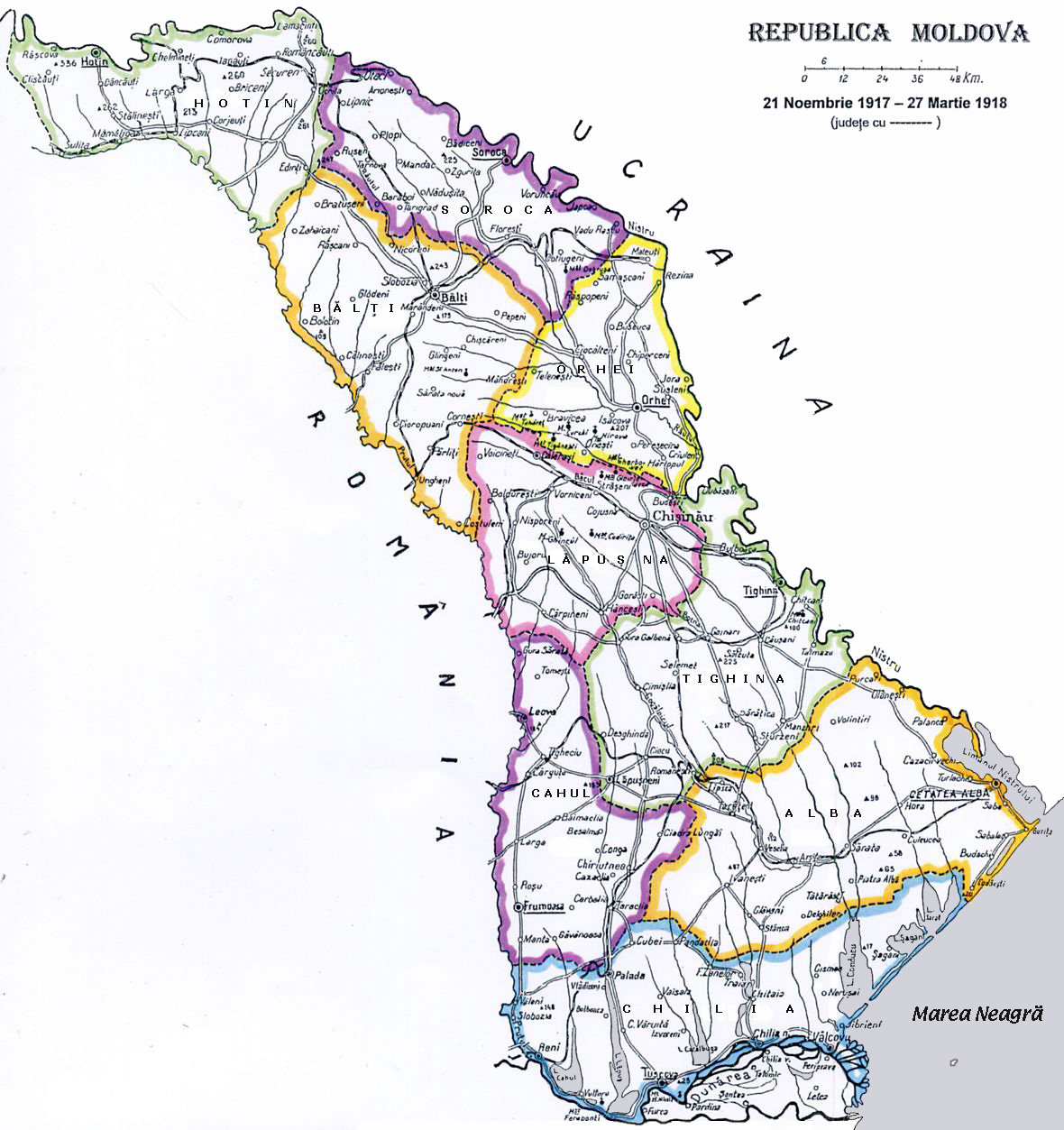
La première République de Moldavie en 1917.

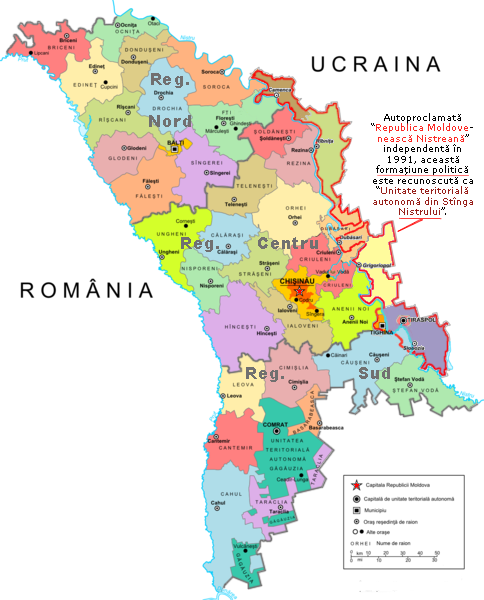
La république de Moldavie en 2013.

C'est en 1812 que l'histoire de la moitié orientale de la Moldavie commence à prendre un tournant différent de celle de la moitié occidentale. Cette année en effet, les Russes, qui visent les bouches du Danube, se font céder cette région par l'Empire ottoman qui y occupait la forteresse de Hotin au nord et le Bugeac au sud, appelé par les Moldaves (et par les cartographes européens) « Bessarabie ». Ce traité russo-turc a été négocié en secret par un Français, le comte de Langeron. Lorsqu'il le découvre, le hospodar de Moldavie, Scarlat Callimachi et le métropolite orthodoxe Veniamin Costache, protestent énergiquement, car le traité de vassalité entre la Moldavie et la Sublime Porte n'autorisait pas le Sultan à céder des territoires moldaves. En vain.
L'autonomie de la nouvelle province de l'Empire russe, désormais appelée « Gouvernement de Bessarabie » dans toute l'étendue du territoire annexé, et pas seulement au Sud, a été garantie en 1816, mais elle est abolie en 1828. Libérés du servage par le hospodar Constantin Mavrocordat en 1744, les paysans moldaves y avaient été replongés par l'annexion russe (et ce, jusqu'en 1861). Une série d'oukazes impériaux interdisent progressivement l'usage du roumain (au profit du russe) dans les institutions en 1829, les églises en 1833, les collèges et lycées en 1842, les écoles en 1860 et l'ensemble de la sphère publique en 1871 : c’est la « russification ». Les autorités russes encouragèrent l’émigration (ou déportèrent) des Roumains dans d’autres provinces de l’empire (notamment au Kouban, au Kazakhstan et en Sibérie), tandis que d’autres groupes ethniques, notamment Russes et Ukrainiens (appelés au XIXe siècle « Petits Russes »), étaient invités à s’installer dans la région.
En 1856, à la suite de la guerre de Crimée, la principauté de Moldavie récupère la Bessarabie méridionale (partie sud-ouest du Boudjak) au traité de Paris de 1856. Durant 22 ans, le processus de « dé-moldavisation » s’interrompt dans cette région. 
En 1859, la Moldavie occidentale et la Valachie s’unissent pour former la Roumanie : dès lors, les roumanophones des pays voisins (Banat, Transylvanie, Marmatie, Bucovine, Bessarabie et Dobroudja) se tournent vers ce pays et certains réclament leur réunion en un seul État. En 1878, à la suite de la guerre que Russes et Roumains ont menée ensemble contre l’Empire ottoman, la Roumanie acquiert les deux tiers de la Dobrogée (en roumain : Dobrogea, en bulgare : Dobroudja) ; la Bulgarie reçoit le dernier tiers et la Russie récupère la Bessarabie méridionale) ; en outre l’indépendance de la Roumanie est internationalement reconnue au traité de Berlin de 1878.
La capitale actuelle de la Moldavie, Chișinău, n'était qu'une bourgade sur la rive sud du Bîc ; les Russes en ont fait une ville moderne selon les critères du XIXe siècle, pourvue du chemin de fer vers Odessa pour y exporter les produits agricoles de la région. De nombreux immigrants pauvres viennent y travailler de toute la Russie, des commerçants juifs arrivent de Pologne et Galicie, des Arméniens ouvrent des ateliers et des banques. Leur prospérité contraste avec la misère des campagnes et suscite parfois des sentiments de frustration. L'administration russe gère mal les inégalités de plus en plus criantes, et en 1903 une émeute réprimée par les Cosaques s'achève par un massacre. La même année, à Chișinău comme à Odessa et ailleurs en Ukraine, ont lieu des pogroms auxquels participent les mêmes Cosaques, qui violentent et pillent indistinctement agresseurs et victimes.
Si l'histoire de la moitié orientale de la Moldavie est, sous l'Empire russe, différente de celle de la moitié occidentale, elle n'est pas plus différente que l'histoire de la Bucovine (territoire du nord de la Moldavie devenu autrichien en 1775) ou de la Transylvanie sous l'empire d'Autriche. Dans tous ces pays, les mêmes aspirations se manifestent chez les autochtones romanophones : s'émanciper des dominations impériales et vivre ensemble dans un même état de droit. En France, Émile Ollivier, Élisée Reclus et Edgar Quinet se font les porte-parole de ces revendications (ainsi que de celles des autres peuples des Empires autrichien, allemand, russe et ottoman).

### Première république de Moldavie
La révolution russe de février 1917 et la déclaration des droits des peuples de L'Empire à s'auto-déterminer, encouragent diverses nationalités de l’Empire russe à recouvrer leur souveraineté : le 2 décembre 1917, la Bessarabie (jusqu'à la mer Noire) se proclame république démocratique autonome de Moldavie. Les bolcheviks tentent d'en prendre le contrôle tandis que de nombreuses troupes débandées pillent le pays. À la demande de la nouvelle administration moldave (le « Conseil du Pays »), le 13 décembre 1917, les troupes roumaines entrent en Bessarabie, encadrées par les officiers de l'armée française Berthelot. Le « Conseil du Pays » proclame l'indépendance du pays le 6 janvier 1918 sous le nom de République démocratique moldave de Bessarabie. Mais cette première république de Moldavie aura une existence brève : le 27 mars 1918, le parlement de la RDM, effrayé par les proclamations révolutionnaires et les actions militaires des bolcheviks, vote par 86 voix contre 3 et 36 abstentions, l’union avec la Roumanie. À la fin de la Première Guerre mondiale, le pays est officiellement rattaché à la Grande Roumanie par le traité de Saint-Germain-en-Laye de 1919. Seule la Russie soviétique (RSFSR) refuse de reconnaître ce rattachement (la Bessarabie est d'ailleurs le seul territoire de l'Empire russe que la RSFSR continue à revendiquer par la suite, car c'est le seul qu'elle n'a pas cédé d'elle-même).
Au sein de la nouvelle Roumanie agrandie, la Bessarabie se révèle être la province ayant le moins d'écoles et de dispensaires par habitant, le PIB le plus faible, le taux d'illettrisme le plus élevé, la densité de voies ferrées et de routes la moins élevée, obligeant l'état roumain à des investissements massifs, ce qui n'empêchera pas l'historiographie soviétique de présenter plus tard l'Empire russe en libérateur et facteur de développement, et le royaume de Roumanie en facteur d'oppression et d'exploitation du pays. C'est aussi ce que l'on enseignait dans les écoles soviétiques, et des générations de Moldaves ont été éduquées dans cet esprit, même si tous les élèves n'y étaient pas également perméables, en raison de la mémoire locale transmise dans les familles.

## Moldavie soviétique

### RASSM, république autonome dans la RSSU
Après la création de l’Union des républiques socialistes soviétiques en décembre 1922, le gouvernement soviétique, qui espère porter la révolution russe plus à l'ouest et dans les Balkans, crée en Podolie ukrainienne (que les Roumains nomment Transnistrie) l'« l'oblast ("district") autonome moldave », en tant que subdivision de la république socialiste soviétique d'Ukraine (RSS d’Ukraine ou RSSU). Le chef-lieu de l'oblast est fixé à Balta. Sept mois plus tard, sous les auspices de Grigori Kotovski, cet oblast est élevé au rang de République socialiste soviétique autonome moldave (« Republica autonomă socialistă sovietică moldovenească », la RASSM, ou RASS Moldave ou RASS de Moldavie, selon les traductions en français). La population de la RASSM était constituée d'environ 30 % de roumanophones, de 60 % de russes et d'ukrainiens, et de 10 % de juifs, de roms et de germanophones. La capitale reste à Balta jusqu’en 1929, et se déplace ensuite à Tiraspol.

### Seconde Guerre mondiale
Le 28 juin 1940 l'URSS, conformément au pacte Hitler-Staline signé l'année précédente, occupe le Bessarabie et la Bucovine du nord. Une première vague de terreur et de déportations, sous l'égide du NKVD et en direction du Goulag, s'abat sur le pays, visant en priorité tous les moldaves ayant servi l'état roumain, les instituteurs, les prêtres, et les paysans possédant du bétail ou de la terre, étiquetés « koulaks ». En juin 1941, les troupes allemandes et roumaines (dont le pouvoir est à ce moment entre les mains du « Pétain roumain » Ion Antonescu, qui a renversé le gouvernement pro-Allié en octobre 1940), attaquent l'URSS. Les Roumains ré-occupent pour quatre ans la Bessarabie et la Bucovine ainsi que la Podolie située entre le Dniestr et le Boug, à partir du nord de Bar en RSSU, que l'Allemagne et la Roumanie décident d'administrer sous le nom de gouvernorat de Transnistrie. Une deuxième vague de terreur et de déportations s'abat sur le pays, ciblant cette fois les Juifs, accusés en bloc d'avoir servi l'URSS et dénoncé au NKVD les anciens fonctionnaires ou prêtres roumains. La Roumanie fasciste fait de la Transnistrie une sorte de « Sibérie roumaine » où les armées allemandes et roumaines déportent Juifs, Roms et résistants (beaucoup y mourront de faim, de froid et de dysenterie ; d'autres furent enfermés dans des hangars arrosés d'essence et brûlés vifs).

### Du rétablissement de la RSSM à la fin de la guerre
En mars 1944 l'Armée rouge libère la Transnistrie et en août 1944, occupe la Roumanie. Le traité de paix de Paris de 1947 donne à l’URSS la Bessarabie, la Bucovine du nord et la région de Herța : les Soviétiques rattachent à la république socialiste soviétique d'Ukraine la Bucovine, Herța, le Boudjak et les deux tiers de l'ancienne RASSM avec Balta, et contourent la RSSM avec les deux-tiers de la Bessarabie et le dernier tiers de l'ancienne RASSM transnistrienne. Contrairement à ce qui se passa dans les pays baltes dont les noms estoniens, lettons et lituaniens furent conservés, ainsi que l'alphabet latin, ici l'alphabet cyrillique, la langue russe comme « langue de communication inter-ethnique » (язык межнационального общения) et la toponymie slave sont imposés (par exemple Кишинёв - Kichinev pour Chișinău) en application de la politique de сближение – слияние : « rapprochement-fusion » des indigènes et des colons pour créer l'Homo sovieticus). Une nouvelle vague de terreur et de déportations suit, ciblant les Moldaves et réalisée par le NKVD,.

### Conséquences démographiques

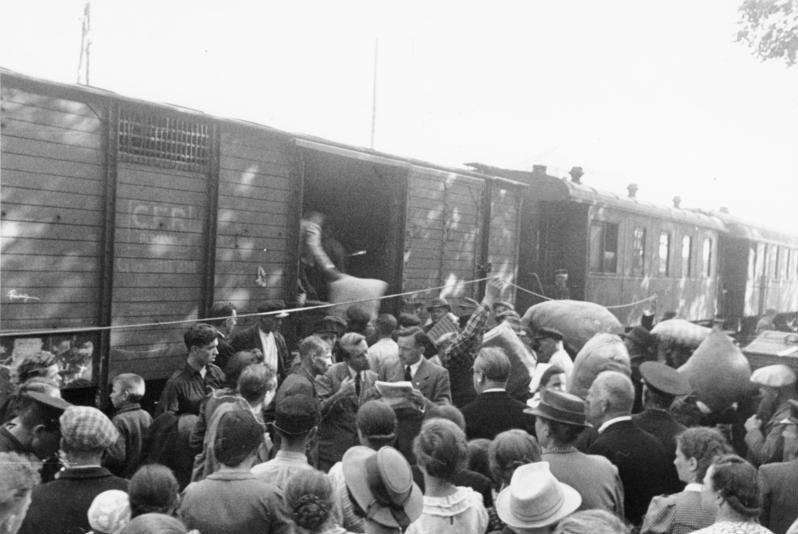
L'évacuation des Allemands de Bessarabie en août 1940, conformément au pacte Hitler-Staline, après l'annexion par l'URSS.

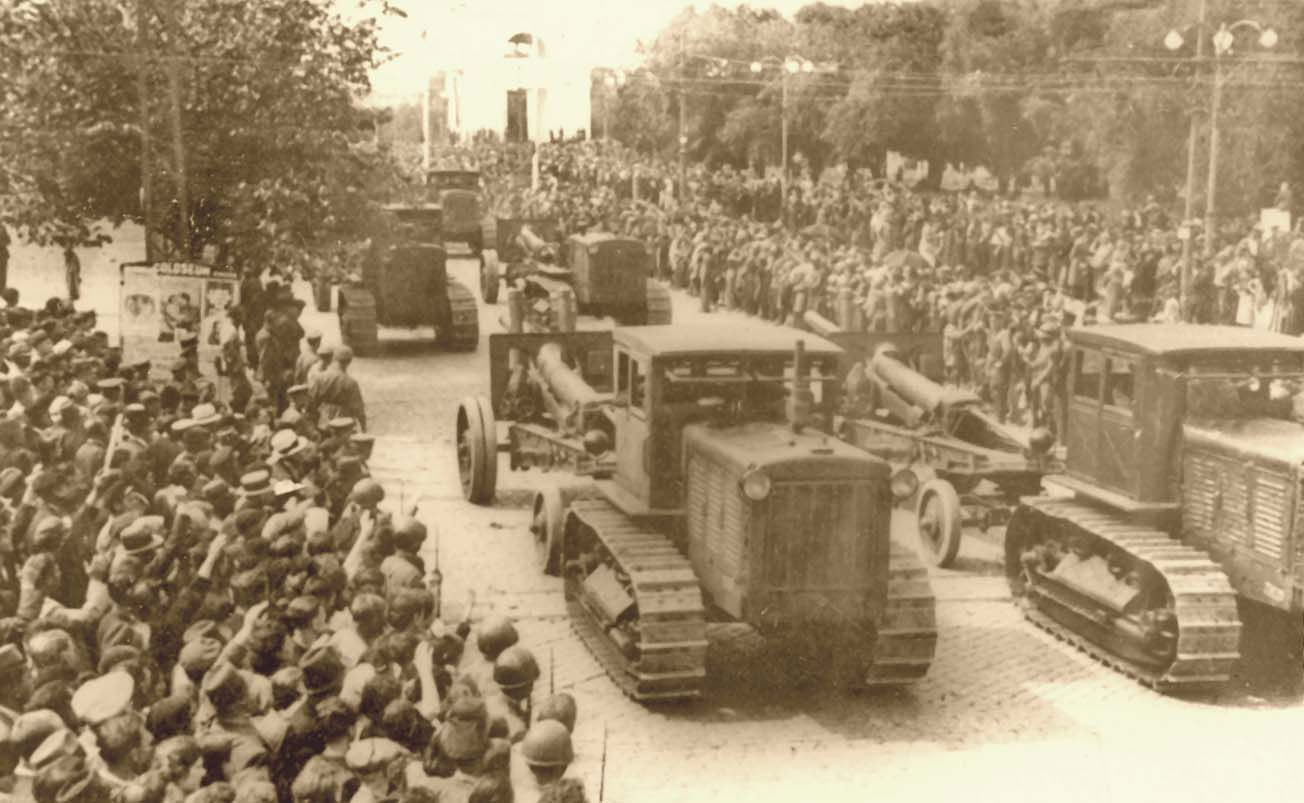
Entrée des troupes soviétiques à Chișinău lors de l'occupation soviétique de la Bessarabie et de la Bucovine du Nord.

Selon les rapports du ministre Krouglov à Staline, exhumés par l'historien Nikolai Bougai, et selon les données des recensements, de 1940 à 1950 la Moldavie a perdu un tiers de sa population, passant de 3 200 000 personnes selon le recensement roumain de 1938 (sur le territoire de l'actuelle république), à 2 229 000 selon le recensement soviétique de 1950.
Donc 971 000 personnes ont disparu en dix ans :
- 140 000 Allemands de Bessarabie ont été déportés vers l'Allemagne en application du Pacte germano-soviétique.
- 300 000 Moldaves ont été déportés entre le 28 juin 1940 et le 22 juin 1941 (dans la seule nuit du 13 juin 1941 - 13 470 familles, comprenant 22 648 personnes dont approximativement 2/3 de femmes et d'enfants);
- 120 000 Juifs ont été soit massacrés par le régime du maréchal Ion Antonescu, soit ont fui vers l'URSS et ne sont jamais revenus, qu'ils s'y soient établis ou qu'ils y aient été rattrapés par la Wehrmacht et tués par les Einsatzgruppen;
- 250 000 Moldaves ont été déportés entre 1944 et 1948 ;
- 150 000 personnes sont mortes entre 1946 et 1947 à la suite de la famine provoquée par les réquisitions soviétiques alors qu'on était en période de mauvaises récoltes (politique déjà appliquée en Ukraine voisine dans les années 1930 (Holodomor).
- 11 324 familles sont déplacées de force hors de Moldavie le 6 juillet 1949 (environ 40 850 personnes).

En 1950 plus de 220 000 « indésirables » ou « nuisibles » avaient déjà été déportés hors du pays, dont 49 000 étaient encore en vie sur les lieux de leur déportation (toujours dans Bougaï).

### Domination soviétique après la guerre

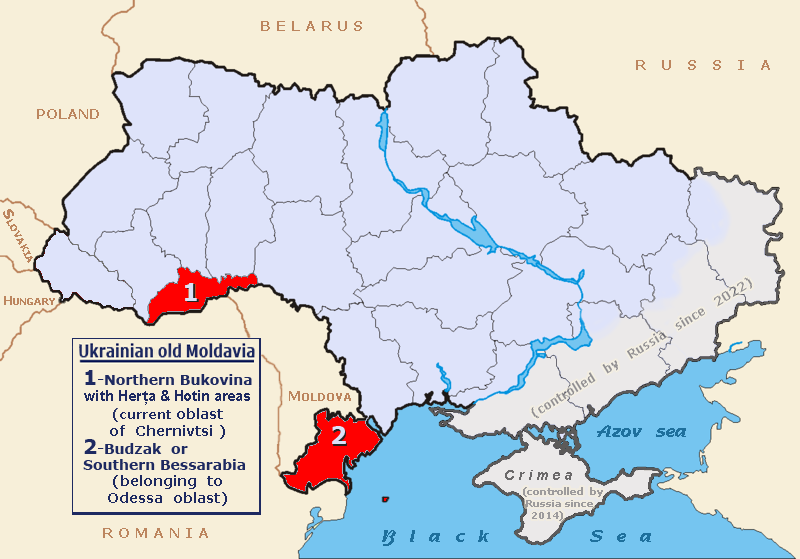
Les régions moldaves devenues ukrainiennes en 1940, formant depuis la „Moldavie ukrainienne”.

Le territoire fait partie de l’Union soviétique après la Seconde Guerre mondiale sous le nom de République socialiste soviétique moldave, et souffre d’une politique brutale de déportation de la population roumaine, que les Soviétiques mènent de façon à affaiblir l'élément autochtone, supposé hostile au régime. La langue roumaine, désormais rebaptisée « moldave », n'est plus autorisée que dans la sphère privée et dans les écoles primaires. Après 1955 les déportations cessent mais les jeunes « Moldaves » sont systématiquement nommés loin de leur pays dès leur premier emploi, tandis que des populations russophones et ukrainophones sont encouragées à s’établir en RSSM, depuis les autres républiques soviétiques (en Transnistrie les slavophones étaient déjà en majorité). Un politique similaire est appliquée aux pays baltes,,.
La politique soviétique qui exige une production agricole élevée en dépit des sols pauvres, des faibles précipitations et du manque de main d'oeuvre dû à la guerre et aux déportations, provoque la famine soviétique de 1946-1947 (cette politique avait déjà été menée dans les années 1930 en Ukraine (Holodomor). Les postes politiques, académiques et du parti communiste sont occupés par des non-moldaves (seuls 14 % des cadres politiques de la RSSM sont autochtones en 1946).
Une purification ethnique est dirigée contre les intellectuels moldaves (pourtant prosoviétiques) qui avaient décidé de rester en Moldavie après la guerre, ainsi que contre tout ce qui est roumain. Selon les données des recensements, la république a perdu un tiers de sa population, passant de 3 200 000 personnes au recensement roumain de 1938, à 2 229 000 au recensement soviétique de 1950 : ainsi 971 000 personnes ont disparu en dix ans dont environ 720 000 Moldaves,, entre autres conformément au décret no 1290-467cc du Bureau politique du Comité central du Parti communiste de l’Union soviétique, lorsque le NKVD effectue l'opération „Ioug” (« Sud ») consistant à arrêter, embarquer dans plusieurs dizaines de trains de marchandises et milliers de camions puis déporter vers la Sibérie et le Kazakhstan environ 81 000 personnes en environ une semaine. En 1950 de tous ces « indésirables » ou « nuisibles » déportés hors de Moldavie, 49 000 étaient encore en vie sur les lieux de leur déportation. « Un ethnocide oublié dont le monde se fiche éperdument » selon l'expression du Pr. Valeriu Dulgheru.
En Moldavie soviétique, le mouvement local pour les droits de l'homme se manifeste entre 1969 et 1971 par l’apparition d’un „Front patriotique” clandestin créé par des jeunes intellectuels à Chișinău, qui rassemble plus d’une centaine de membres luttant pour le respect par l’URSS des accords d’Helsinki. En décembre 1971, Iouri Andropov, chef du KGB, fait arrêter trois des chefs du Front patriotique, Alexandru Usatiuc-Bulgar, Gheorghe Ghimpu et Valeriu Graur, de même qu’Alexandru Soltoianu, chef d’un mouvement clandestin similaire en Bucovine du Nord, qui seront condamnés à de longues peines de Goulag. Le mouvement moldave pour l'émancipation a constamment été perçu et décrit par les forces politiques et médiatiques pro-russes de Moldavie comme un « complot antisoviétique », bien que ces dissidents n'étaient pas opposés à l’URSS, mais au totalitarisme qui y prévalait, comme le note le Pierre Manent : « ils demandaient le respect d'un certain nombre de principes élémentaires, principes du reste que ledit régime a souvent inscrits dans sa Constitution. De son côté, le régime soviétique, tout en emprisonnant ou déportant les dissidents, ne peut guère se déclarer officiellement hostile aux droits de l’homme. De sorte que pays démocratiques et communistes signeront les accords d’Helsinki dont le troisième volet comporte l’affirmation d’un certain nombre de droits fondamentaux comme celui de la libre circulation des personnes »
Les gouvernance soviétique crée un profond ressentiment parmi les autochtones. En 1950-1952, lorsque Léonid Brejnev est secrétaire du parti communiste de Moldavie (PCM), une révolte des indigènes contre la collectivisation forcée, est étouffée par la mort ou la déportation de centaines de familles. Brejnev et les premiers secrétaires du PCM réussissent à étouffer par la peur l’identité roumaine-moldave, et ces Moldaves se tairont encore trois décennies, jusqu’à l’arrivée au pouvoir de Mikhaïl Gorbatchev. Sa politique de glasnost (« transparence » en russe) et de perestroïka (« restructuration ») permet au désir d’émancipation des peuples soviétiques de s’exprimer, et aux républiques soviétiques d’adopter des réformes.

### Vers l’indépendance
En 1989 se forme le „Front populaire moldave”, fédération d’associations culturelles et de mouvements politiques, d’abord tolérée, puis officiellement reconnue. Des manifestations de masse des autochtones roumanophones conduisent le pouvoir soviétique à reconnaître la langue roumaine comme langue officielle, désormais revenue à l’alphabet latin,. Mais la propagande du parti communiste d'Union soviétique et du KGB diffuse parmi les citoyens non-roumanophones issus de la colonisation de la Bessarabie, l’idée roumanophobe que l’identité roumaine serait fasciste, xénophobe et ultra-nationaliste, ayant comme objectif de les expulser. Inquiets, ces citoyens forment en 1988 le mouvement Yedinstvo (majoritaire en Transnistrie) tandis qu’en 1989 apparaît dans le sud de la Moldavie le mouvement Gök-Oğuz Halkı (« peuple gagaouze ») formé de chrétiens de langue langue turque.
Les premières élections démocratiques au Soviet Suprême de la RSS Moldave se tiennent le 25 février 1990. Le Front populaire remporte la majorité des voix. Après les élections, Mircea Snegur, un ancien communiste, devient président du Soviet Suprême ; en septembre, il devient président de la République. Le gouvernement réformiste qui l’a porté au pouvoir en mai 1990 conduit beaucoup de changements qui ne plaisent pas aux minorités, par exemple la modification du nom de RSS Moldave en RSS de Moldavie en juin, et la déclaration de souveraineté le même mois.

### Sécession de la Gagaouzie et de la Transnistrie
En août, les Gagaouzes (politiquement correct: Gök-Oguz) se déclarent « république indépendante », sous le nom de République gagaouze (Gagauz-Yeri) dans le sud, autour de la ville de Comrat. En septembre, la population sur la rive gauche du fleuve Dniestr, en majorité slave, proclame la « république moldave du Dniestr » (ou simplement « République nistréenne ») en Transnistrie, avec comme capitale Tiraspol. Aussitôt le Soviet Suprême déclare cette proclamation comme nulle, et des élections sont organisées dans les deux « républiques ». Stepan Topal est élu président de la République gagaouze en décembre 1991, et Igor Smirnov président de la « République nistréenne » le même mois.
À peu près mille volontaires « cosaques » rejoignent les hommes de la 14e armée russe stationnée depuis 1956 à Tiraspol sous la direction du Haut Commandement pour les Opérations militaires du Sud Est commandé par le général Alexandre Lebed (un Sibérien, comme Igor Smirnov). Ces 3 000 hommes partent vers le nord le long du Dniestr, pour s'emparer de l'arsenal de Cobasna, de la ville et du pont de Tighina, et de la centrale électrique de Dubăsari ; en chemin ils prennent pour cible un car de touristes (russes) et quelques maisons où flottait le tricolore moldave (faisant quelques dizaines de victimes). Les toutes nouvelles milices moldaves (environ 2 500 hommes) tentent alors de passer le Dniestr pour reprendre le contrôle de la rive gauche du fleuve : les affrontements font 250 morts et environ mille blessés, mais les russophones conservent le contrôle de la rive gauche du fleuve et de la ville de Tighina (Bender). À Moscou, les négociations entre Gagaouzes, les Slaves transnistriens et le gouvernement de la RSS de Moldavie échouent, et la rive gauche du Dniestr échappe au contrôle du gouvernement de Chișinău.
En mai 1991, les officiels renomment l’État en république de Moldavie (Republica Moldova). Enfin, le Soviet suprême de la République est transformé en Parlement moldave.

## Depuis 1991

### Seconde république de Moldavie
Pendant le coup d’État de Moscou en août 1991, les chefs du Commandement du Sud-Est essaient d’imposer l’état d’urgence en république de Moldavie, mais ils sont arrêtés par le gouvernement moldave, qui s'allie au président russe Boris Eltsine. Le 27 août 1991, après l’échec du coup d’État, la république de Moldavie se déclare indépendante de l’Union soviétique.
En octobre, la République de Moldavie commence à organiser ses forces armées. L’Union soviétique s’effiloche rapidement, et la république de Moldavie ne peut compter sur ses seules milices pour prévenir les risques d’escalade des violences en République nistréenne et dans le reste du pays. Les élections de décembre, de Stepan Topal et de Igor Smirnov à la présidence des « républiques », et la dissolution officielle de l’Union soviétique accroissent les tensions en république de Moldavie.
La violence se rallume de nouveau en Transnistrie en 1992. Un accord de cessez-le-feu est négocié en juillet entre les présidents Snegur et Eltsine. Une ligne de démarcation doit être maintenue par une force de paix tripartite (composée d’éléments moldaves, russes et transnistriens), et Moscou s’engage à retirer sa 14e Armée si une constitution pour la Transnistrie arrive à s’établir. Alors, la Transnistrie devra avoir un statut spécial dans le cadre de la république de Moldavie, qui lui réserve le droit de sécession en cas d’union de la république de Moldavie avec la Roumanie (plan Belkovski).

### Après l’indépendance
Les 25 premières années de l'indépendance de la Moldavie ont été placées sous les feux croisés des pressions géopolitiques, économiques et politiques extérieures, venues de l'Est lorsqu'elle tentait de se rapprocher de ses voisins occidentaux, et de l'Ouest lorsqu'elle revenait vers ses voisins orientaux. Ces pressions entravent son développement et affaiblissent sa cohésion intérieure en attisant et opposant les deux mouvements antagonistes, appelés « moldaviste » et « roumaniste ». 
Les « moldavistes » (du roumain Moldovenism, en russe Молдава́низм), fidèles à la définition soviétique de la majorité autochtone, regroupent la quasi-totalité des minorités ainsi qu'une fraction de roumanophones, électeurs du Parti communiste (qui a 45 % des sièges au parlement aux différentes élections depuis une dizaine d'années). Pour eux, le fait que la Moldavie a fait partie de l'Empire russe puis d'une communauté soviétique constituant elle-même « un univers entier » (comme l'affirma Vladimir Voronine) justifie que le terme « moldave » définisse une langue, un peuple et une ethnie « différents des Roumains » et donc différents aussi des habitants de la Moldavie roumaine (qui, pour la Roumanie, sont également des Moldaves… mais parmi les Roumains). Ils rassemblent les électeurs craignant le modèle européen occidental (qui leur fut présenté comme « fasciste »), en un mouvement pro-soviétique initialement (1991) appelé « Interfront » qui, après l'indépendance et la disparition de l'URSS, forma en 1994 le Parti communiste.
Le mouvement « roumaniste » (du roumain Românism, en russe Румынизм) est apparu, pendant le mandat de Mikhaïl Gorbatchev à la tête de l'URSS et à la faveur de la glasnost et de la perestroïka, en tant que mouvement indépendantiste alors dirigé par Mircea Druc et regroupant, initialement, tous les courants non-communistes du pays, pour lesquels l'indépendance ne constituait qu'un premier pas vers l'union avec la Roumanie. Pour eux, le terme « moldave » ne devait pas désigner autre chose que l'identité régionale d'une Moldavie réunifiée comme région au sein d'une « Grande Roumanie » démocratique sur le modèle parlementaire de 1918. Revendiquée par les roumanophones lors des grandes manifestations de 1990, mais combattue par les russophones, l'union entre la république de Moldavie et la Roumanie vise par ce moyen l'entrée de la Moldavie dans l'Union européenne et dans l'OTAN, et sa sortie de la CEI et de la sphère d'influence russe.
L'opposition entre ces deux mouvements dégénéra en 1992 en une « guerre du Dniestr », préfiguration (et peut-être répétition) de la « guerre du Donbass » en Ukraine voisine. Comme le Donbass, la région du Dniestr abrite l'essentiel du potentiel industriel du pays. Vaincu, le mouvement « roumaniste » s'est fragmenté en plusieurs partis formant l'actuelle Alliance pour l'intégration européenne, partis qui, l'un après l'autre, ont fini par abandonner l'unionisme et ne revendiquent plus que le droit, pour la majorité autochtone, de développer sa culture en libre relation avec la culture et la langue roumaine par-delà les frontières de la République, à égalité avec les Russes, les Ukrainiens et les Bulgares de Moldavie qui peuvent librement développer leurs cultures en relation avec la culture et la langue respectivement russe, ukrainienne et bulgare.
Au référendum en 1994, la pression géopolitique de la Russie, principal fournisseur d’énergie de la Moldavie, aboutit à la renaissance du parti communiste tandis que les partisans de l’union avec la Roumanie prônent l’abstention : l’union est finalement rejetée par plus de la moitié des électeurs soit 95,4 % des votants. En 2015, les rares partis qui la revendiquent encore représentent moins de 10 % des voix, tandis que les « moldavistes » en recueillent près de la moitié, en raison de la crainte de nouvelles « journées noires » sans gaz ni électricité (la Russie contrôlant, via la Transnistrie, la centrale électrique de Dubăsari et les gazoducs de Gazprom), et de subir les crises économiques, comme la Roumanie voisine depuis 2008.
Une nouvelle constitution entre en vigueur le 27 août 1994 : elle accorde une autonomie importante de la Transnistrie et de la Gagaouzie. La Russie et la république de Moldavie signent un traité en octobre 1994, qui concerne le retrait des troupes russes de la Transnistrie, mais le gouvernement russe n’a jamais ratifié ce traité et vingt ans plus tard, contrôle toujours la région moldave appelée « Transnistrie ».
En mars et en avril 1995, des étudiants et des élèves moldaves roumanophones entament une série de grèves et de manifestations à Chișinău pour protester contre la politique culturelle et éducative du gouvernement. Ils sont soutenus par des intellectuels, et par des travailleurs et des retraités qui protestent contre le gouvernement pour des motifs économiques. Le mécontentement se cristallise sur la discrimination négative à l’encontre des autochtones. Deux positions s’affrontent : le droit du sang contre le droit du sol.
Selon la première position, exprimée par l’article 13 de la constitution de 1994, seuls les autochtones sont des « Moldaves ». D’une part cela exclut les minorités de la nation, d’autre part, les Moldaves étant arbitrairement définis comme « ethniquement différents des Roumains » se voyaient officiellement exclus de la culture et de l’histoire des roumanophones, alors que slavophones et Gagaouzes avaient librement accès à la culture russe, ukrainienne, bulgare ou turque). Plusieurs lois précisant que l’identité moldave exclut l’identité roumaine, il était par conséquent interdit aux enseignants de cette langue de la qualifier de « roumaine » : toute référence à la roumanophonie était qualifiée par les autorités moldaves de manifestation de l'impérialisme roumain et de ses partisans (décrits comme des adversaires de la nation et agents d'une puissance étrangère). Ainsi, à l’inverse de ce qui se passe dans les pays baltes, en Moldavie la majorité était discriminée négativement, tandis que les minorités étaient favorisées, puisqu’elles pouvaient librement se référer à la culture "russe", "ukrainienne", "bulgare" ou "gagaouze", sans être accusées de soutenir des impérialismes russe, ukrainien, bulgare ou turc. C’est en référence à l’article 13 de Constitution que les citoyens moldaves pouvaient être pénalement poursuivis s’ils revendiquaient à égalité avec les Russes ou les Ukrainiens, la liberté de se définir comme membres d’une culture dépassant les frontières de l’État et également présente à l’étranger (dans leur cas en Roumanie). Beaucoup ont été effectivement poursuivis et parfois lourdement condamnés, mais leurs avocats, arguant du fait que dans la Déclaration d’indépendance de 1991, antérieure à la Constitution actuelle, la langue du pays est définie comme roumaine, ont fait appel auprès de la Cour constitutionnelle qui, par son arrêt no 36 du 5 décembre 2013 a cassé tous les jugements et annulé les poursuites en cours en admettant officiellement que le moldave est du roumain, et que les deux mots sont interchangeables, sans pour autant contester la dénomination officielle de la langue et des habitants d’origine autochtone, telles qu’elles figurent dans l’article 13 de la Constitution.
Entre 2009 et 2011, ni « moldavistes », ni « roumanistes », n’arrivent à obtenir une majorité suffisante pour gouverner et la Moldavie n’a pas de président, faute de majorité au parlement.
Selon la seconde position, celle du droit du sol, exprimée par l’ancien président Mircea Snegur dans son discours au parlement du 27 avril 1995, l’article 13 de la Constitution moldave introduit une sorte d'apartheid (développement séparé, en néerlandais) entre majorité et minorités, avec des différences de droit entre elles, qui traduisent, et en même temps entretiennent, les difficultés de la république de Moldavie à construire une identité acceptable par tous les citoyens du pays. Il demanda vainement son abrogation au Parlement. Cette seconde position est également exprimée par l’arrêt no 36 de la Cour constitutionnelle du 5 décembre 2013 affirmant que tous les citoyens du pays sont des Moldaves, quelles que soient leurs origines ou leurs langues ; les autochtones sont des Roumains comme l’affirment les linguistes et les ethnologues, et ils devraient avoir, comme les minorités allogènes, le droit de se référer à des ensembles linguistiques et culturels dépassant les frontières de l’État. Cet arrêt est intervenu après des années de lutte juridique et politique du collectif des avocats des personnes accusées de « roumanisme », et vise à dépénaliser le fait d’appeler « roumain » la langue du pays. Comme l’ancien président Mircea Snegur, la Cour constitutionnelle s’est référée à la déclaration d’indépendance de 1991, qui utilise ce terme.
Ainsi, depuis le 5 décembre 2013, le « roumanisme » n’est plus considéré comme un délit, mais le « moldavisme » demeure officiel : la langue d’État de la Moldavie a donc deux noms officiels, « roumain » comme le souhaitent les « roumanistes », et « moldave » selon les vœux des « moldavistes » (communistes et minorités). C’est un compromis acceptable à défaut d’être satisfaisant pour tout le monde. Même si parfois l’on entend des hommes politiques proférer des menaces ou des manifestants exprimer leurs craintes et leurs colères, la paix règne, et malgré tout, la pauvreté recule. Si ce compromis devait être remis en cause, le parti communiste a menacé le gouvernement d’une grève générale ; la région autonome Gagaouze et l’état séparatiste de Transnistrie ont évoqué leur rattachement à la Nouvelle-Russie, le mouvement russe des Nashi a évoqué un blocage informatique du pays et le millionnaire moldo-russe Renato Usatyi (ru), chef du parti pro-russe RPP (en), a déclaré vouloir construire une nouvelle muraille de Chine entre la Moldavie et la Roumanie.
Tant que l’article 13 de la Constitution ne fut pas modifié, il continua à générer des difficultés :
- il suscitait les protestations de la majorité du monde scientifique et du corps enseignant (d’où grèves et manifestations répétées) ;
- il introduisait une différence de droit entre la majorité et les minorités, excluant ces dernières de la communauté politique « moldave », ce qui fait qu’elles ne témoignent aucun attachement à cet état ;
- il a abouti à une fédéralisation basée sur le droit du sang, avec des collectivités territoriales aux droits différents (certaines autonomes, d’autres non : voir Subdivisions de la Moldavie) ;
- il n’a facilité en rien le rapprochement avec la Transnistrie, qui a continué à refuser d’entrer dans la légalité républicaine même sous les gouvernements communistes (2001-2009) ;
- si un autochtone osait se déclarer « roumain » plutôt que « moldave » aux recensements, il perdait sa qualité de citoyen titulaire (cetățean titular) pour être considéré comme un allogène dans son propre pays[44] ;
- sur le plan scientifique, l’article 13 s’appuyait sur un fantasme (l’idée, purement politique, que la rivière Prut séparerait deux ethnies et langues différentes) et générait en conséquence (par soutien au point de vue russe ou bien en réaction nationaliste moldave ou autre) une profusion de sources biaisées et de documents faisant état de « langues différentes, mais analogues et inter-compréhensibles », ou répercutant les dérives protochronistes où l’on voit l’actuelle Moldavie déjà annexée par la Rus' de Kiev un millénaire avant 1812, les Moldaves descendre directement d’un « empire Dace » qui aurait dominé l’Europe de l’Atlantique à l'Oural, les Gagaouzes descendre directement des Scythes antiques, ou encore les Roms (Tsiganes) descendre des Sigynnes cités par Hérodote : n’importe quelle interprétation, pourvu qu’elle semble montrer que « nous étions ici avant les autres » ;
- tout cela entretenait une controverse identitaire récurrente qui occupait le devant de la scène en politique intérieure au détriment du développement, grévait les relations avec les pays voisins et affaiblissait la légitimité et la stabilité de l’État.

Une solution, vainement préconisée par Günter Verheugen en 2014, représentant de l’Union européenne, était d’adopter le droit du sol selon lequel « Moldave » désignerait non plus une ethnie, mais une appartenance géographique et une citoyenneté, sans distinction de langue ou de religion, tandis que les communautés seraient désignées comme « roumanophones », « russophones », « ukrainophones », « bulgarophones », Gagaouzes, Roms, Juifs, etc.
Ce n’est qu’en 2023 que la solution préconisée par G. Verheugen a pu être adoptée par le Parlement moldave, où le Parti action et solidarité, pro-européen, devenu majoritaire aux élections législatives moldaves de 2021 a décidé, depuis l'invasion de l'Ukraine par la Russie en 2022, d’entamer une procédure d'adhésion de la Moldavie à l'Union européenne et d’aligner la législation moldave sur le « droit du sol », pour que tous les citoyens du pays soient également des « Moldaves » quelles que soient leurs langues, et que cessent les tensions politiques générées par la double-appellation de la langue majoritaire, conforme au « droit du sang ». Le 2 mars 2023, le parlement moldave a modifié l’article 13 de la Constitution, en remplaçant le nom « moldave » par « roumain » sur proposition de l’Académie des sciences de Moldavie, suivant le modèle belge ou suisse où tous les citoyens du pays sont également des « Belges » ou des « Suisses » quelles que soient leurs langues. Ainsi, les citoyens de la Moldavie sont désormais tous des Moldaves, avec le roumain comme langue usuelle de 78 % d'entre eux, à côté du russe, de l’ukrainien, du gagaouze et du bulgare. L’opposition pro-russe, soit le bloc électoral des communistes et socialistes et le parti Șor, a voté contre,.

#### Galerie non exhaustive de responsables politiques depuis 2000
Président de la république de Moldavie

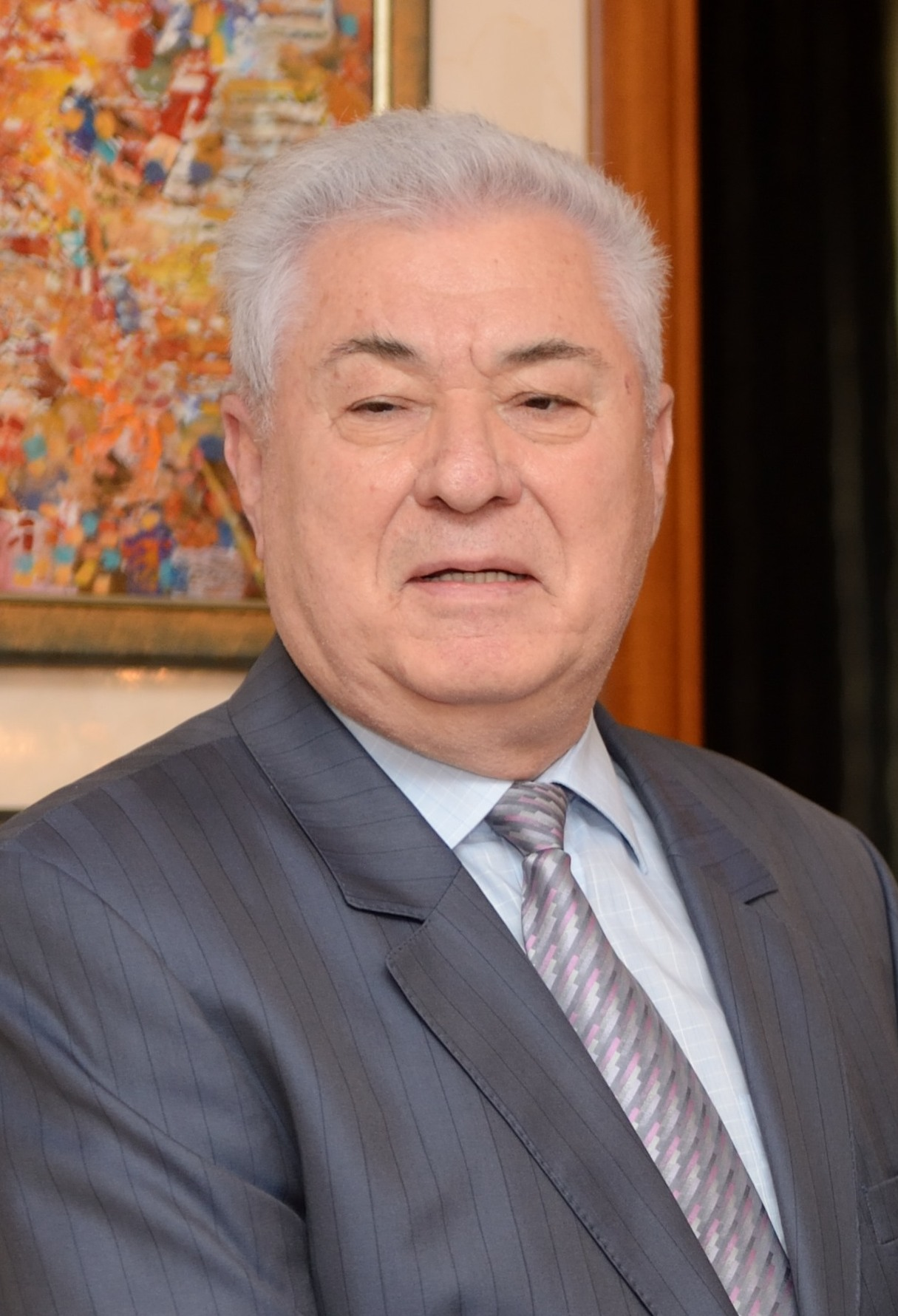
Vladimir Voronin 2001-2009
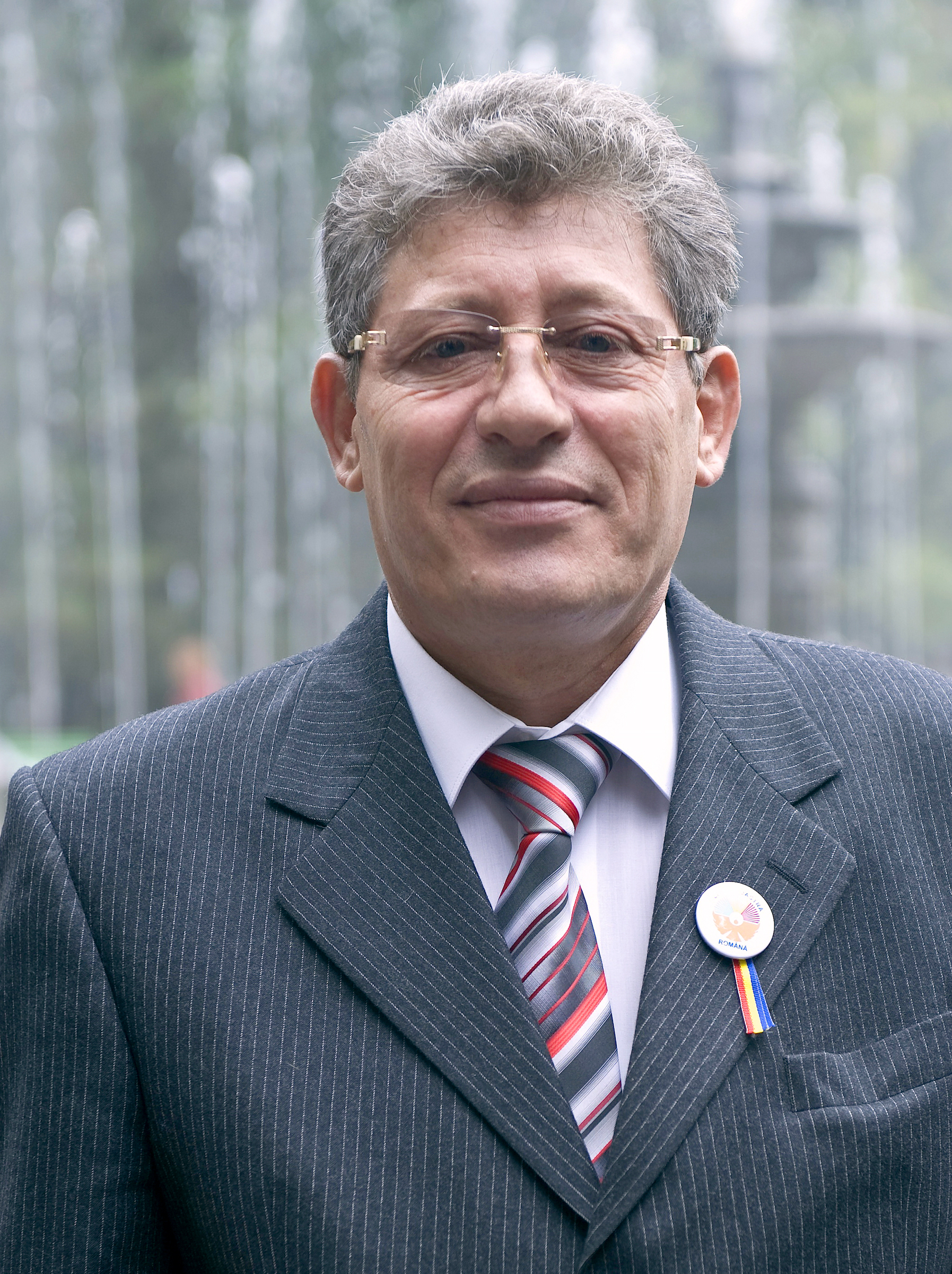
Mihai Ghimpu 2009-2010
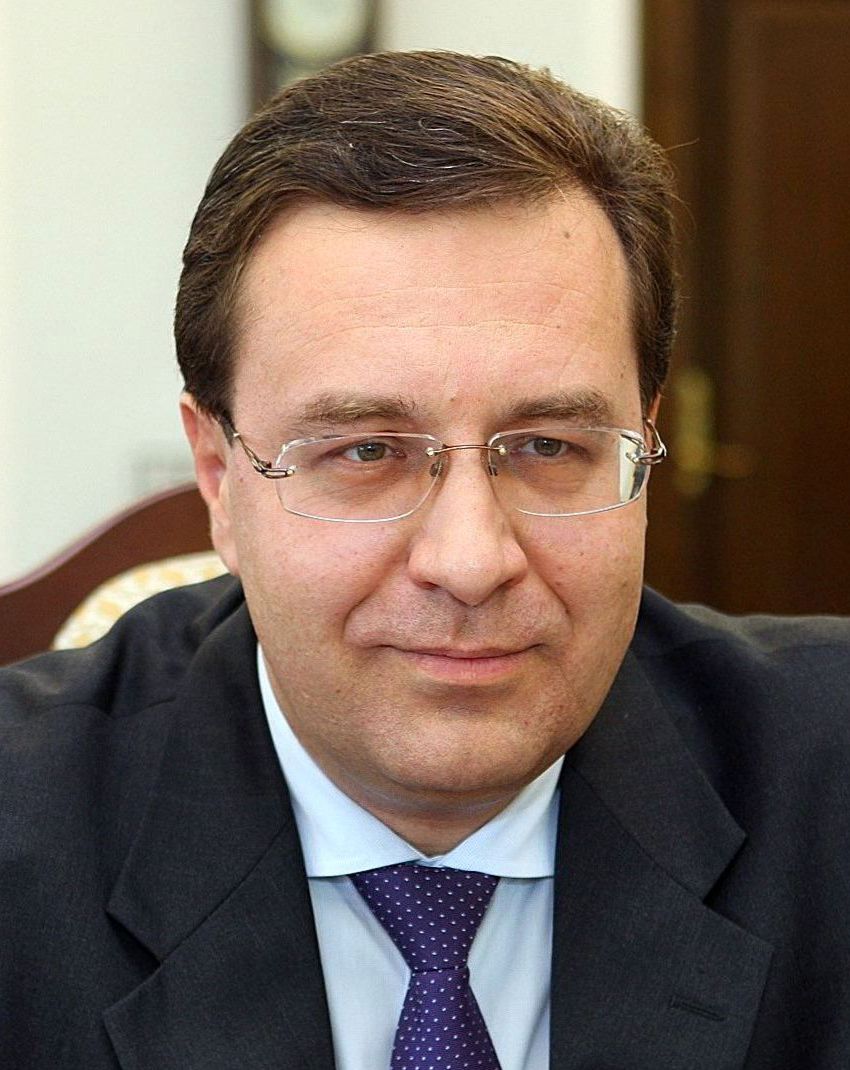
Marian Lupu 2010-2012
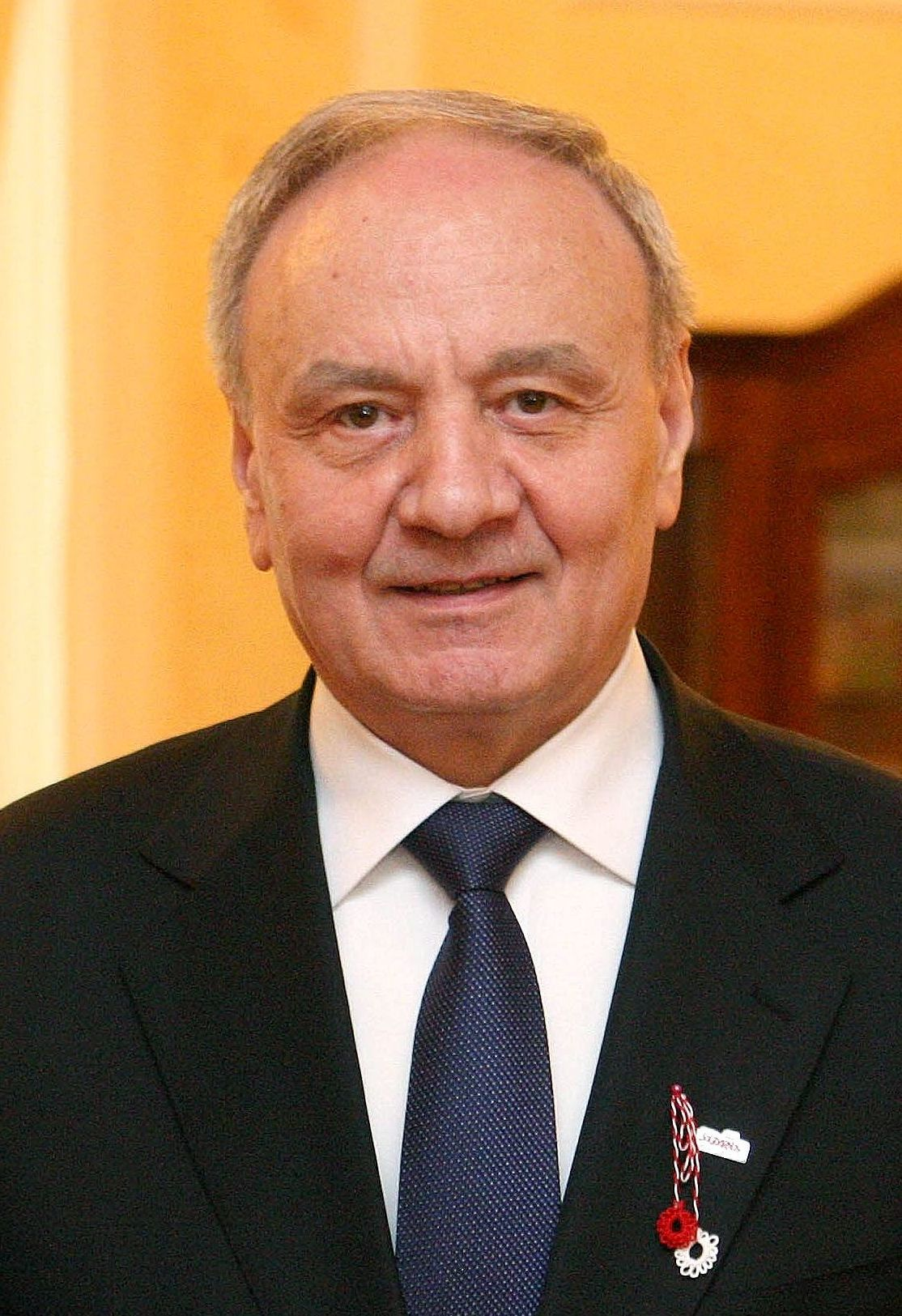
Nicolae Timofti 2012-2016
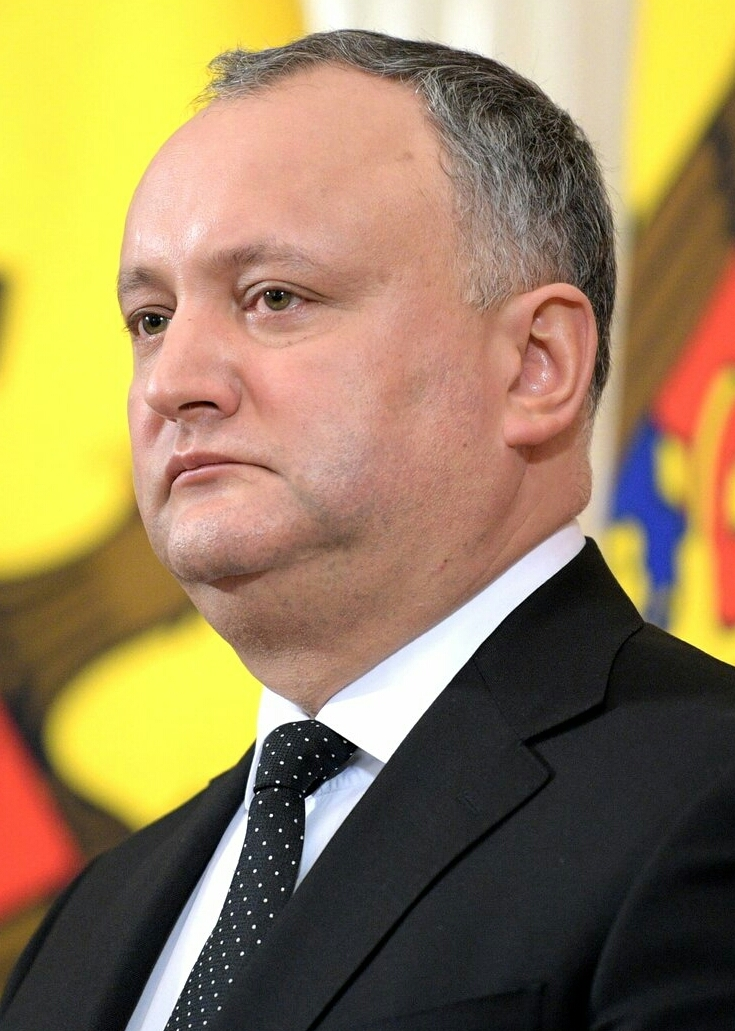
Igor Dodon2016-2020
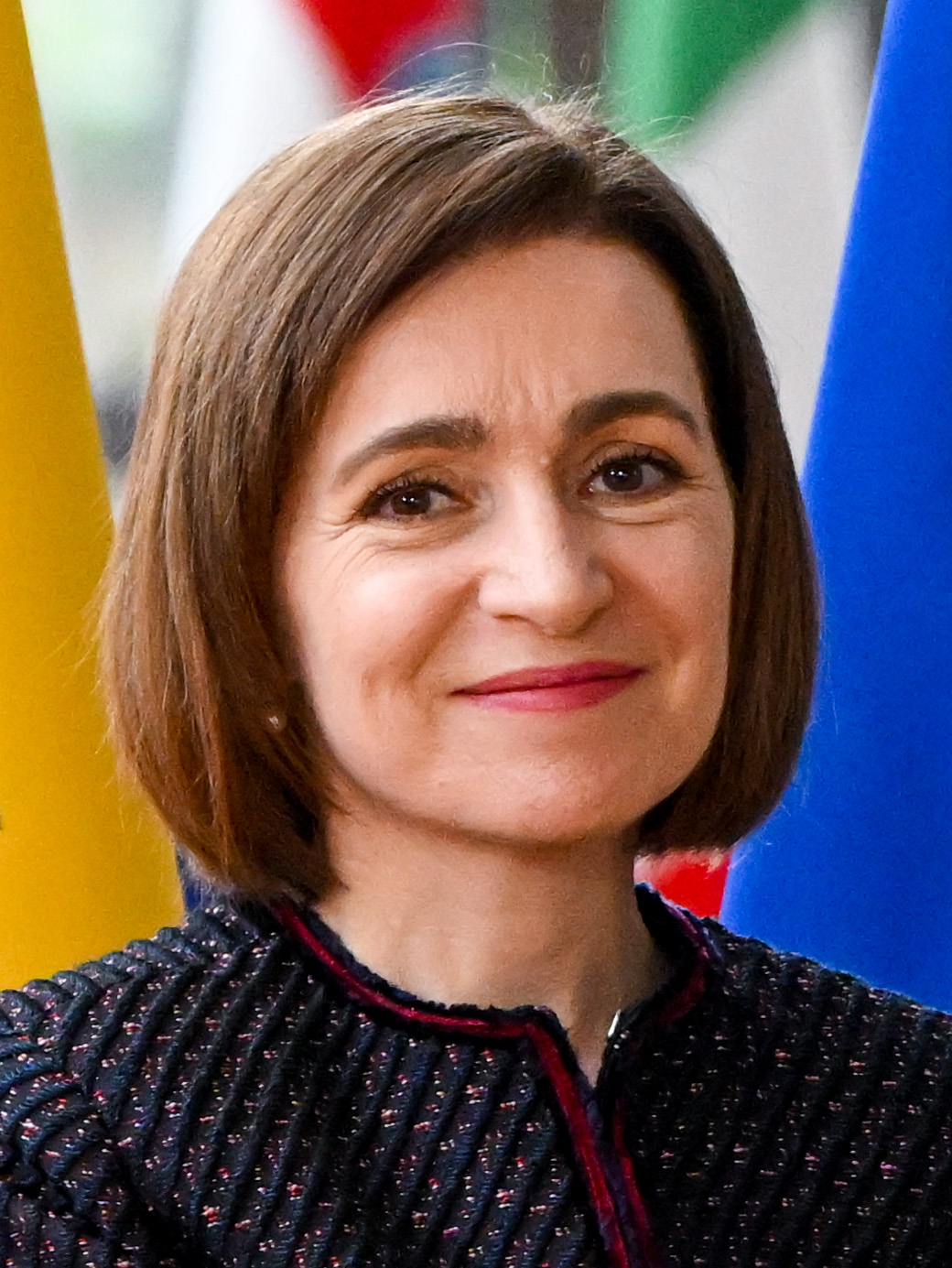
Maia Sandu 2020-présent

Premier ministre de Moldavie

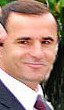
Vasile Tarlev 2001-2008
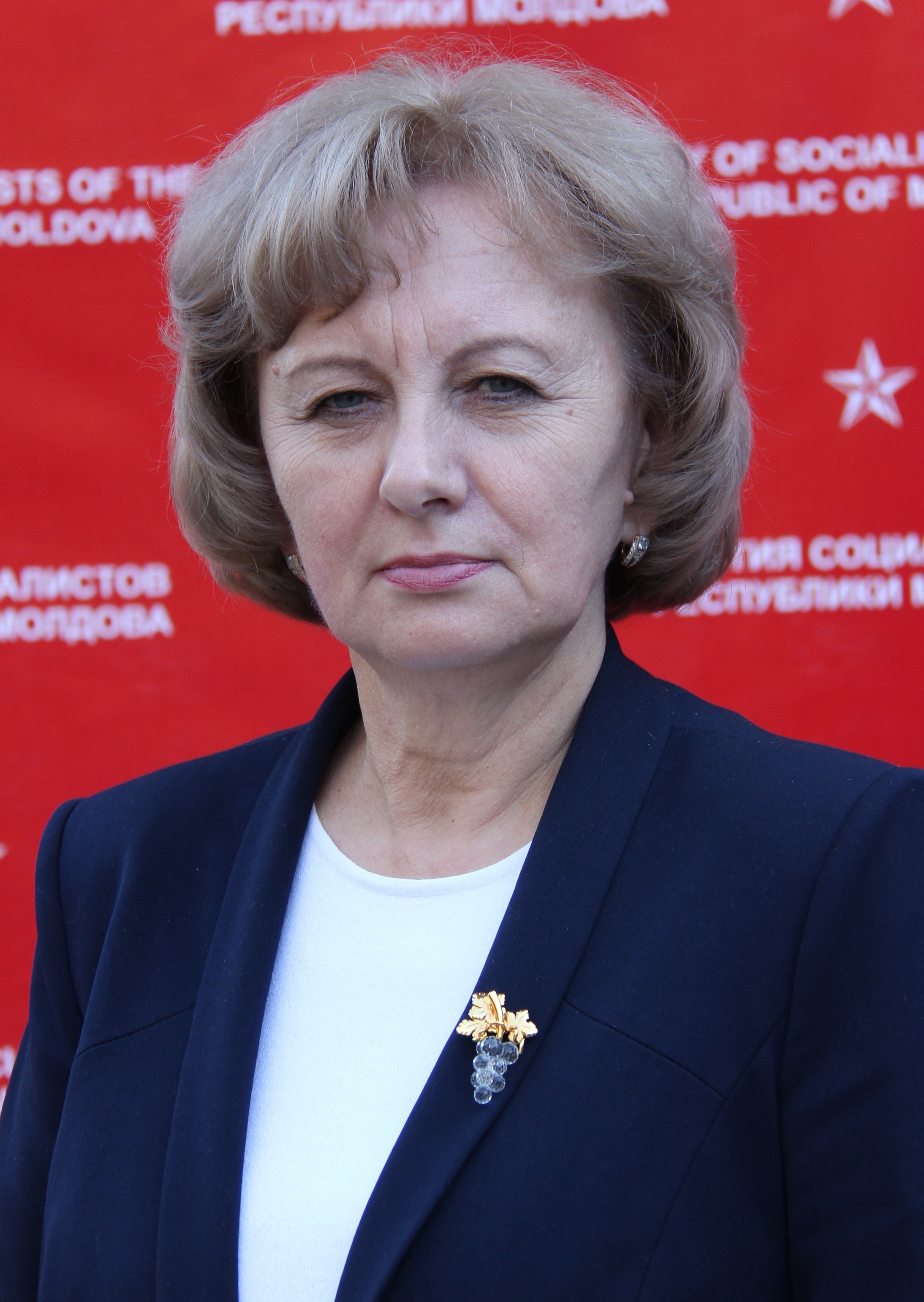
Zinaida Greceanîi 2008-2009
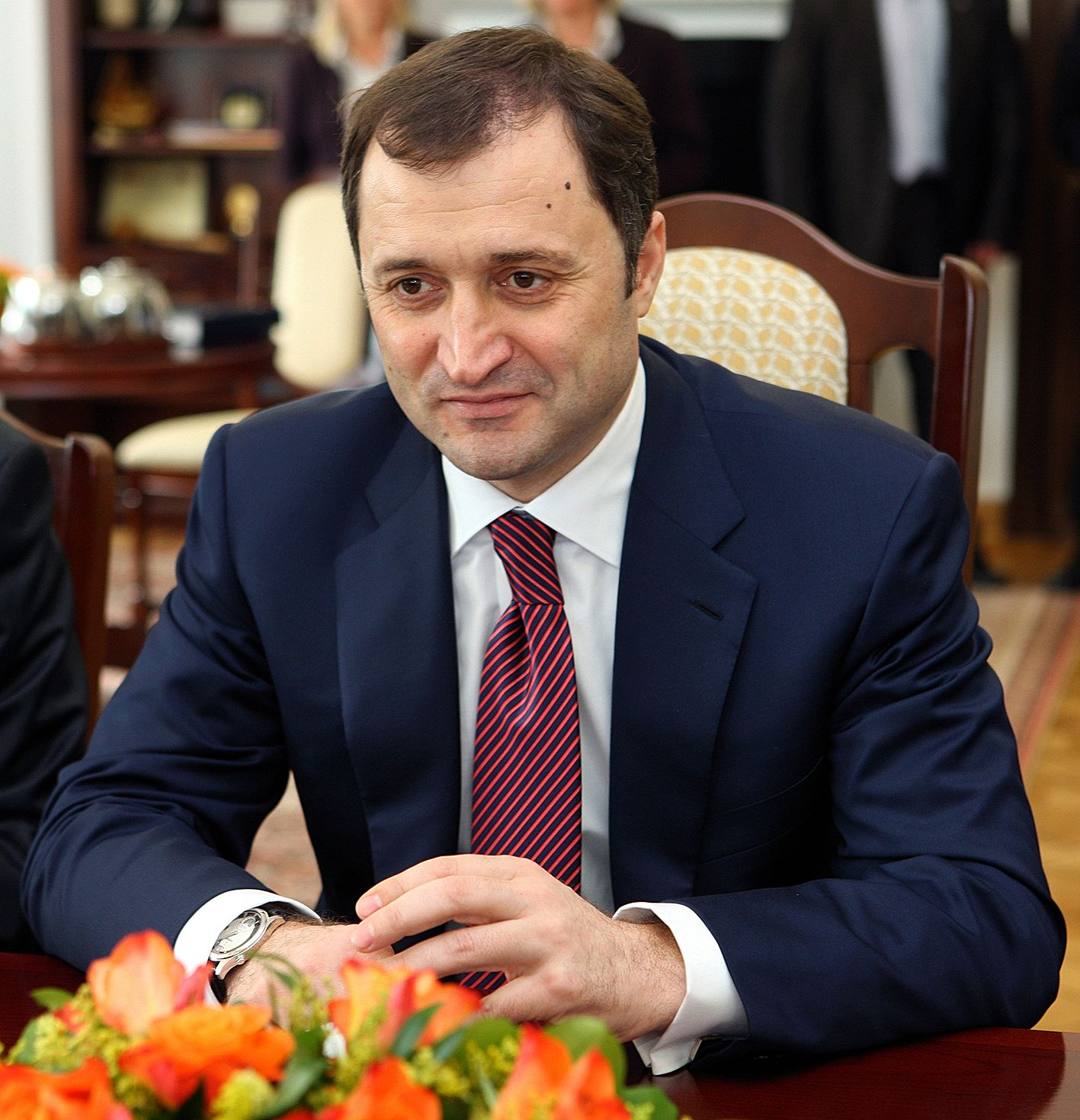
Vlad Filat 2009-2013
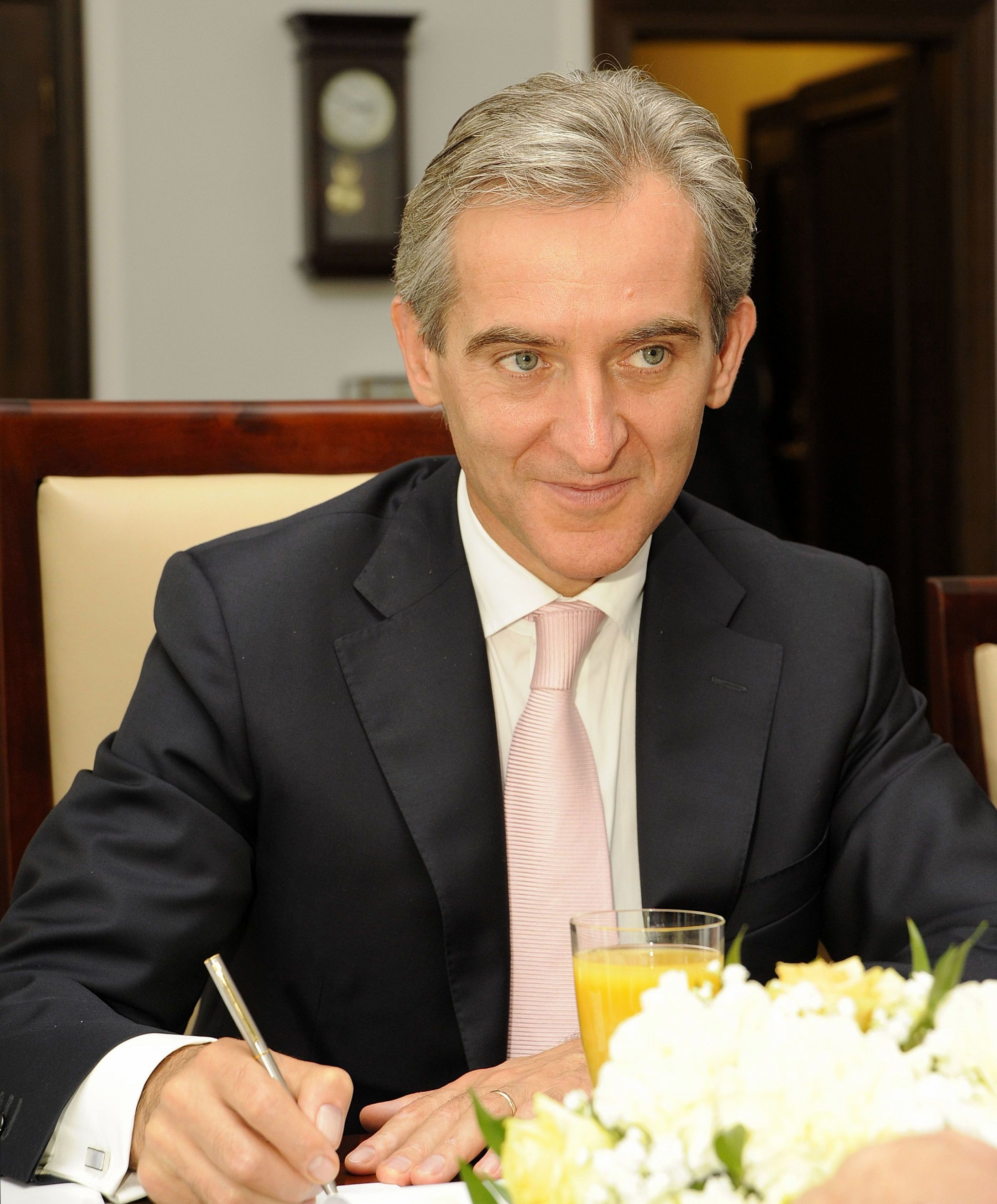
Iurie Leancă 2013-2015
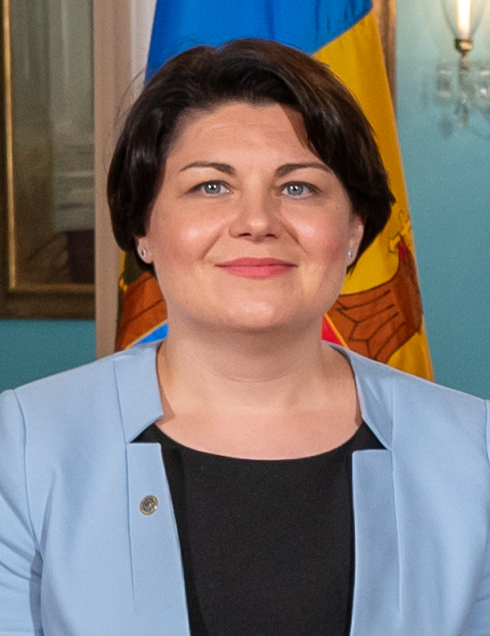
Natalia Gavrilița 2021-2023
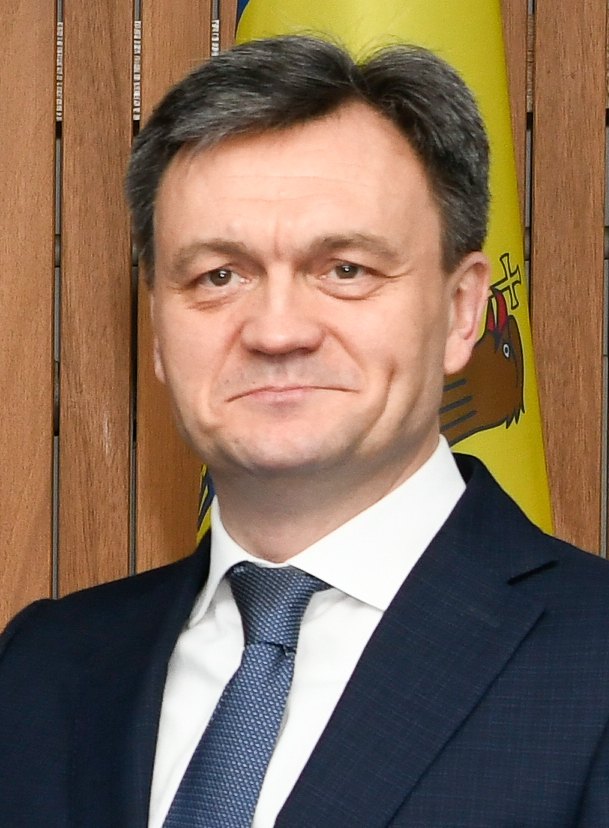
Dorin Recean 2023-présent